# Parc national de l'Archipel de Cabrera
Le parc national de l'Archipel de Cabrera (en catalan : Parc Nacional Maritimoterrestre de l'Arxipèlag de Cabrera, en Espagne : Parque Nacional Marítimo-Terrestre del Archipiélago de Cabrera) est un parc national d'Espagne situé dans les îles Baléares. Il a été créé le 29 avril 1991 par la loi 14/1991. En 2019, il est agrandi et passe d'une surface de 10 021 hectares à 90 800 hectares, ce qui fait de lui le plus grand parc national d'Espagne devant le parc national de la Sierra Nevada.
De par sa grande diversité d'oiseaux, le parc est également classé zone de protection spéciale. Le parc est également intégré en tant que site d'importance communautaire dans le réseau Natura 2000 et il est une aire spécialement protégée d'importance méditerranéenne.

## Histoire
La militarisation de Cabrera en 1916 a accessoirement favorisé sa conservation. L’utilisation des îles par les forces armées espagnoles de jusqu'en 1986 a constitué un obstacle juridique à la protection de l’archipel. En 1988, le Parlement des îles Baléares a adopté à l’unanimité une résolution alors envoyée au Parlement espagnol « pour la création du parc national maritime-terrestre de l’archipel de Cabrera », qui a ensuite été promulguée le 29 avril 1991.
L’archipel présente une grande valeur naturelle. En raison de son isolement tout au long de l’histoire, puis de son usage militaire, il est resté relativement inchangé. Le paysage côtier de Cabrera est souvent considéré comme l’un des mieux conservé de la côte espagnole, voire de toute la Méditerranée. Les îles sont recouvertes d’importantes colonies d’oiseaux de mer et d’autres espèces endémiques.

## Extension

Extension du parc national de l'archipel de Cabrera.

En 2019, le gouvernement approuve l'extension du parc national d'une surface de 10 021 hectares à 90 800 hectares. Cette décision fait du parc national le plus grand d'Espagne. Elle protège notamment deux systèmes naturels jusque là absent du réseau de parc nationaux d'Espagne : les zones pélagiques de passage, de reproduction ou de présence régulière de cétacés ou de grands poissons migrateurs, et les bancs de coraux profonds. De plus, elle améliore sensiblement la représentativité de deux autres systèmes naturels (collines et escarpements à forte pente et hauts-fonds rocheux).

## Galerie

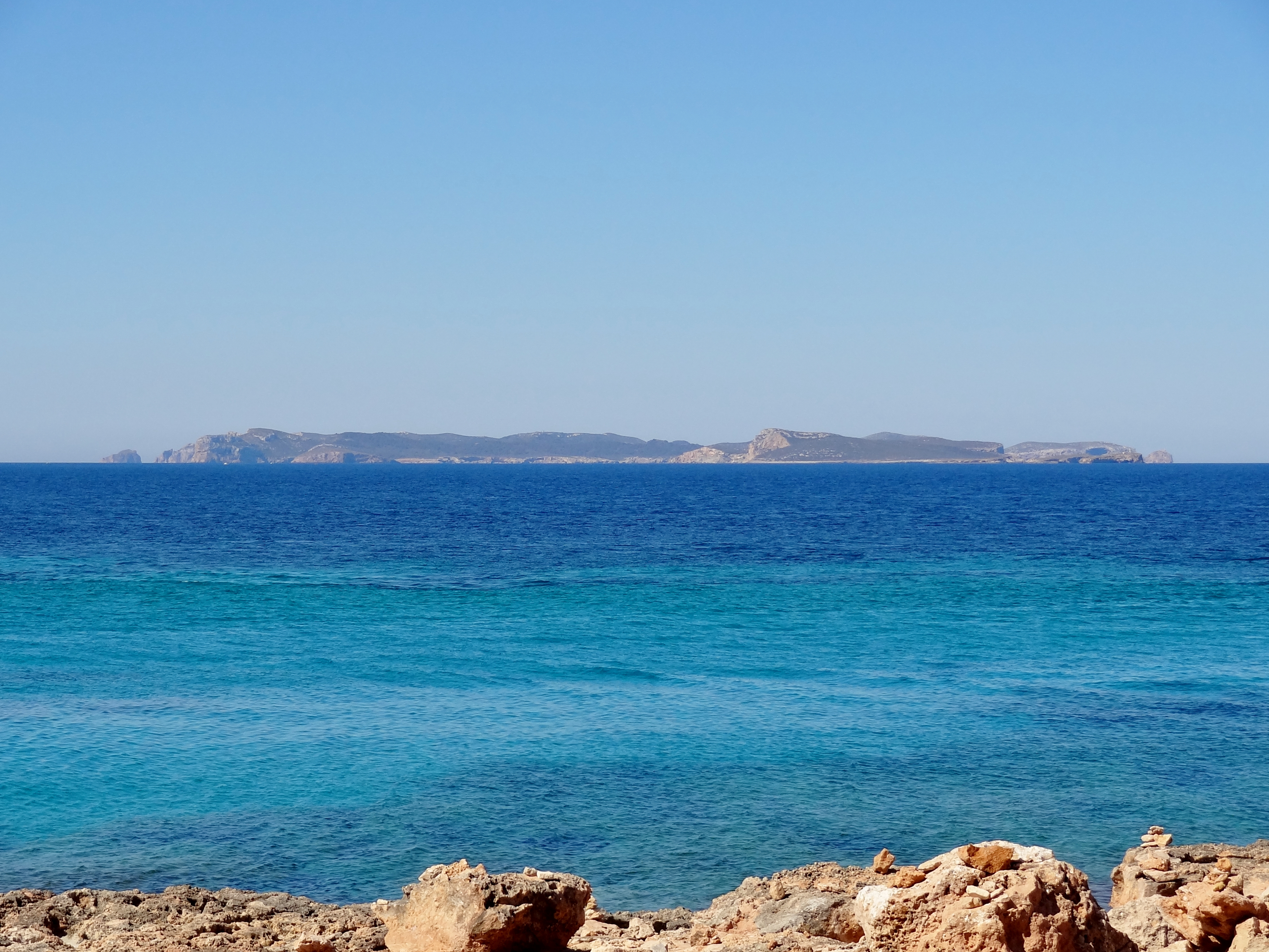
Cap de Ses Salines
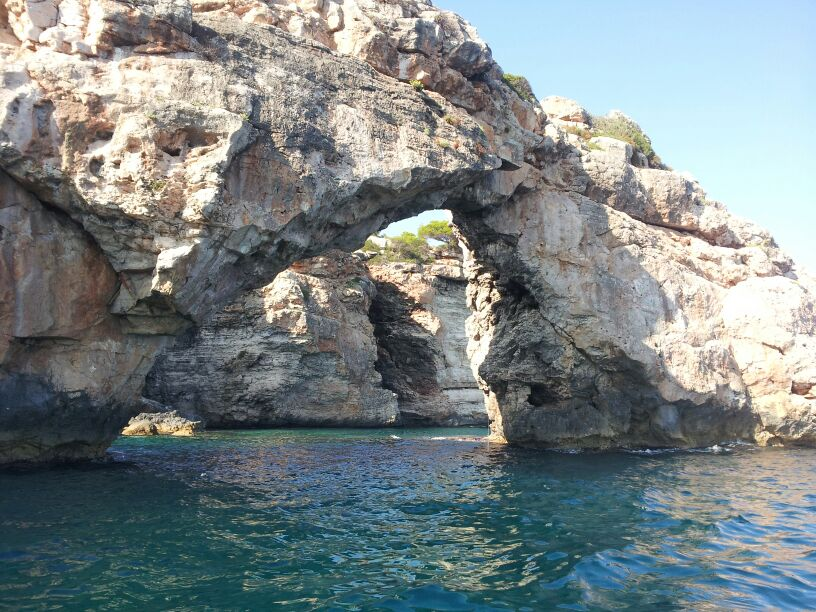
Ile de Cabrera
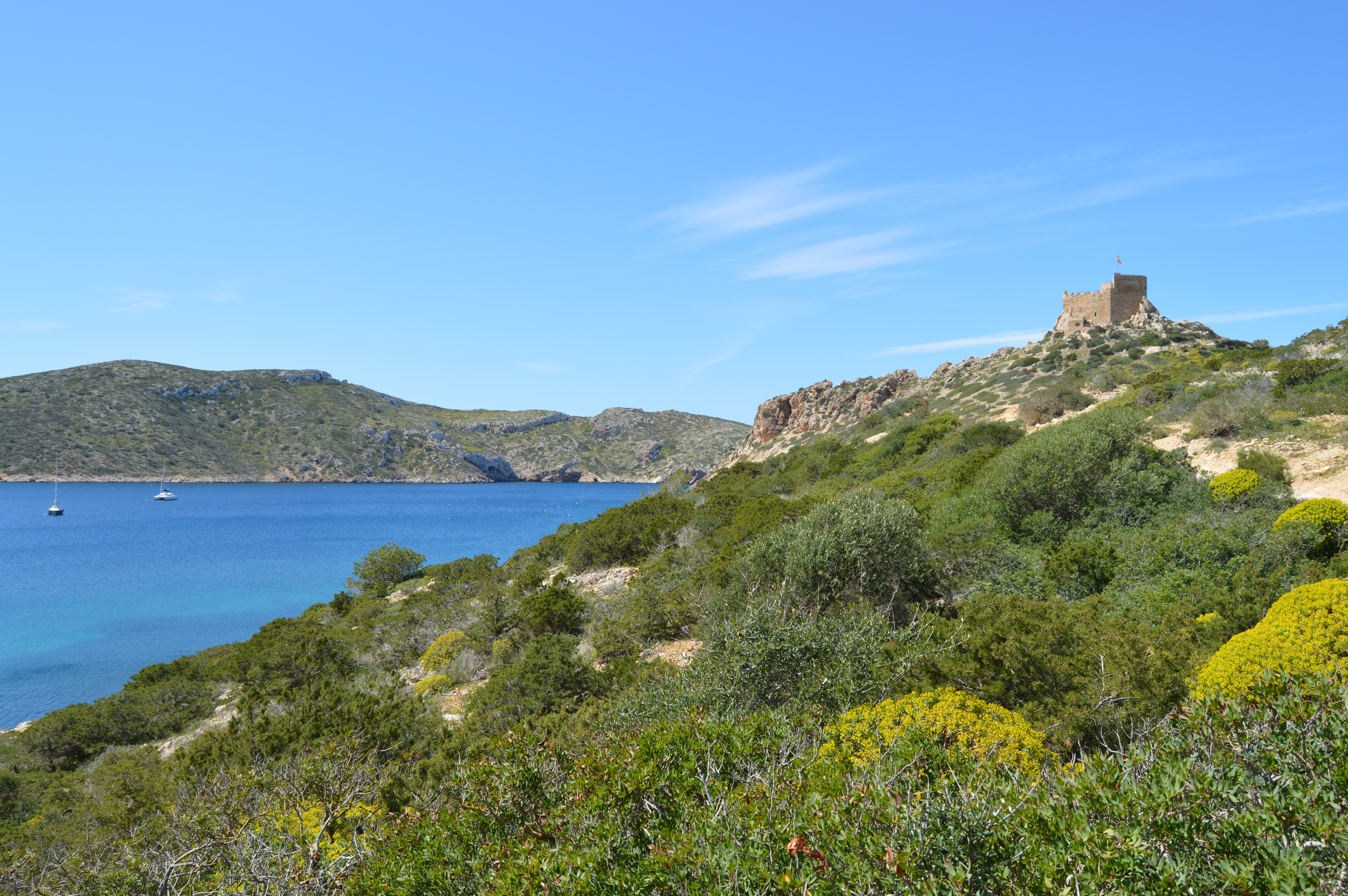
Castillo de Cabrera